# Forçage radiatif
En climatologie, le forçage radiatif est approximativement la différence de bilan radiatif (c'est-à-dire l'énergie reçue réduite de l'énergie perdue par un système climatique donné) induite par un facteur climatique donné.
Ce terme prend une importance capitale dans les questions liées au changement climatique sur la Terre, particulièrement à la suite des travaux du groupe intergouvernemental sur l'évolution du climat (GIEC). Un forçage radiatif positif tend à réchauffer le système (plus d'énergie reçue qu'émise), alors qu'un forçage radiatif négatif va dans le sens d'un refroidissement (plus d'énergie perdue que reçue).

## Équilibre radiatif
L'énergie radiative affectant le climat de la Terre provient du Soleil. Le sol de la planète et son atmosphère absorbent et réfléchissent une partie de cette énergie, alors qu'une autre partie est réémise vers l'espace. L'équilibre entre l'énergie absorbée et l'énergie radiative émise détermine la température moyenne. À température constante, la Terre émet autant d’énergie qu’elle en reçoit ; et un peu plus ou un peu moins lorsque la température change.
Or de très nombreux facteurs interviennent dans les échanges d’énergie entre la Terre et l’espace. L'équilibre radiatif peut être modifié par des facteurs, tels que l'intensité de l'énergie solaire, le réfléchissement des rayons par les gaz ou nuages, l'absorption par divers gaz ou surfaces, et l'émission de chaleur par différents matériaux. Une telle modification est un forçage radiatif, qui va induire un nouvel équilibre. En pratique, cela se produit en permanence, alors que les rayons solaires frappent la surface, les nuages et aérosols se forment, la concentration des différents gaz atmosphériques varie, et les saisons altèrent la couverture du sol.
Pour simplifier l’analyse des impacts de chacun de ces facteurs, le concept de forçage radiatif est utilisé par les scientifiques pour mesurer la propension d'un de ces facteurs, pris isolément, à garder sur Terre l’énergie provenant du Soleil ou à la renvoyer dans l’espace. Par exemple, un forçage positif par un gaz à effet de serre signifie que celui-ci contribue à réchauffer l’atmosphère en absorbant les infrarouges réémis par la Terre (de par le  réchauffement de celle-ci sous les rayons UV du Soleil), et un forçage négatif pour les aérosols signifie que ces particules, en empêchant le rayonnement solaire d’atteindre la Terre, contribuent à la refroidir.
Le forçage radiatif, appliqué au changement climatique, mesure donc la propension d’un facteur à perturber par sa présence l’équilibre énergétique de la Terre (voir partie « Pour le GIEC »). Le forçage radiatif est utilisé comme une manière de comparer différentes causes de perturbations dans un système climatique.
D'autres outils possibles peuvent être conçus dans le même but. Par exemple, la proposition de Shine et al. : 

« […] des expériences récentes montrent que pour des changements des aérosols absorbants et de l'ozone, la capacité prédictive du forçage radiatif est bien pire… nous proposons une alternative, le "forçage troposphérique et stratosphérique ajusté". Nous présentons des calculs GCM (Global Climate Model, Modèle climatique mondial) montrant que cet outil permet des prédictions significativement plus fiables des variations de la température de surface de ce modèle que le forçage radiatif. C'est un candidat pour compléter le forçage radiatif en tant qu'outil de comparaison de différents mécanismes […] »

Dans cette citation, comme dans toutes les déductions des modèles GCM, l'expression « capacité prédictive » désigne la capacité de l'outil à expliquer la réponse du modèle, pas de la capacité du modèle de prédire le changement climatique.

## Unité
Le forçage radiatif correspond à une différence d'exitance entre deux états. Il s'exprime en W m−2 (et a une dimension de kg⋅s−3).

## Définitions

### Pour le GIEC

Part des gaz à effet de serre anthropiques et d'autres mécanismes dans le forçage radiatif en 2005 tel qu'estimé par le GIEC.

Le terme forçage radiatif est employé par le GIEC avec le sens spécifique d'une perturbation du bilan radiatif du système climatique de la Terre. Pour le groupe de travail du GIEC, le forçage radiatif est défini ainsi :

« Le forçage radiatif du système surface-troposphère dû à la perturbation ou à l'introduction d'un agent (par exemple, un changement dans les concentrations de gaz à effet de serre) est le changement de l'irradiance nette (vers le bas moins vers le haut) (solaire plus ondes longues ; en W m−2) à la tropopause APRÈS avoir permis aux températures stratosphériques de se réajuster à l'équilibre radiatif, mais avec les températures et l'état de surface et troposphériques maintenus fixés aux valeurs non perturbées. Dans le contexte du changement climatique, le terme forçage est limité aux changements dans le bilan radiatif du système surface-troposphère imposés par des facteurs externes, sans changement dans la dynamique stratosphérique, sans aucune rétroaction de surface et troposphérique (c'est-à-dire sans effets secondaires) induite par des changements dans les mouvements troposphériques ou son état thermodynamique), et sans changements induits dynamiquement dans la quantité et la distribution de l'eau atmosphérique (vapeur, liquide et formes solides). »

Dans la mesure où la Terre est initialement supposée être en moyenne en équilibre radiatif, un forçage radiatif correspond donc à un apport d'énergie (en W m−2) affectant en moyenne toute la surface du globe, conduisant par définition à un réchauffement :

« Qu’est-ce que le forçage radiatif ?

Le forçage radiatif mesure l’impact de certains facteurs affectant le climat sur l’équilibre énergétique du système couplé Terre/atmosphère. Le terme « radiatif » est utilisé du fait que ces facteurs modifient l’équilibre entre le rayonnement solaire entrant et les émissions de rayonnements infrarouges sortant de l’atmosphère. Cet équilibre radiatif contrôle la température à la surface de la planète. Le terme forçage est utilisé pour indiquer que l’équilibre radiatif de la Terre est en train d’être déstabilisé. Le forçage radiatif est généralement quantifié comme « le taux de transfert d’énergie par unité surfacique du globe, mesuré dans les hautes couches de l’atmosphère », et il est exprimé en « watts par mètre carré » (W/m2, voir figure 2). Un forçage radiatif causé par un ou plusieurs facteurs est dit positif lorsqu’il entraîne un accroissement de l’énergie du système Terre/atmosphère et donc le réchauffement du système. Dans le cas inverse, un forçage radiatif est dit négatif lorsque l’énergie va en diminuant, ce qui entraîne le refroidissement du système. Les climatologues sont confrontés au problème ardu d’identifier tous les facteurs qui affectent le climat, ainsi que les mécanismes de forçage, de quantifier le forçage radiatif pour chaque facteur et d’évaluer la somme des forçages radiatifs pour un groupe de facteurs. »

Ce concept permet de quantifier de manière simple l'impact de très nombreux facteurs sur le réchauffement climatique. Cependant il est un instantané. Pour évaluer, par exemple, l'impact dans le temps d'un gaz à effet de serre (GES), il faut tenir compte de sa durée de vie dans l'atmosphère. C'est ce que fait le Potentiel de réchauffement global. Par ailleurs, il ne prend pas en compte la réaction du système climatique à cet apport d'énergie, ce qui est fait ensuite à travers des modèles climatiques afin de quantifier l'impact de tel ou tel facteur sur le climat mondial.

### Pour la France
Pour le vocabulaire officiel de l'environnement (tel que défini par la Commission d'enrichissement de la langue française en 2019), l’expression « forçage radiatif » (« radiative forcing » pour les anglophones) est définie comme suit : « Écart entre le rayonnement solaire reçu par une planète et le rayonnement infrarouge qu'elle émet sous l'effet de facteurs d'évolution du climat, tels que la variation de la concentration en gaz à effet de serre ». La commission ajoute que :
1. « Le forçage radiatif est calculé au sommet de la troposphère et il est exprimé en watts par mètre carré (W/m²) »[5] ;
2. « Un forçage radiatif positif contribue à réchauffer la surface de la planète tandis qu'un forçage radiatif négatif contribue à la refroidir »[5].

## Calcul du forçage et de son impact
Le forçage radiatif est calculé sur le bilan radiatif de la planète. Le forçage proprement dit est le forçage instantané, noté Fi, qui est défini comme le changement de flux radiatif à la tropopause après l'introduction de l'agent de forçage, l'ensemble du climat étant maintenu fixe. La raison pour laquelle il faut utiliser le flux instantané à la tropopause, plutôt que le flux au sommet de l'atmosphère, est qu'il fournit une bonne approximation de Fa, le changement de flux au sommet de l'atmosphère (et dans toute la stratosphère) une fois que la stratosphère est autorisée à s'ajuster radiativement à la présence de l'agent de forçage.
Dans un deuxième temps, le forçage ajusté (noté Fa) prend en compte la variation de température de la stratosphère. Fa est une bonne mesure du forçage radiatif agissant sur le système climatique, et pertinent pour le changement climatique à long terme, parce que la température stratosphérique s’ajuste rapidement, par rapport au temps de réponse de la troposphère, qui est étroitement couplée à l’océan, et que la plupart des agents de forçage sont présents plus longtemps que le temps de relaxation radiative stratosphérique. Ainsi, Fa, le flux au sommet de l'atmosphère et dans toute la stratosphère après que la température stratosphérique ait atteint l'équilibre radiatif, est la principale mesure du forçage climatique utilisée dans le RFCR et par le GIEC.
Les modèles climatiques ajustent ensuite la température de la troposphère, puis celle des océans, afin d'évaluer l'impact en termes de hausse moyenne de températures.
La relation entre forçage radiatif et hausse des températures est décrite par la valeur de la sensibilité climatique.

## Forçage radiatif dû au dioxyde de carbone
La concentration en dioxyde de carbone (CO2) affecte l'apport énergétique de l'atmosphère ; une approximation au premier ordre donne :
où C est la concentration en CO2 en parties par million en volume, ppm(v) ou ppmv, et C0 une concentration de référence, par exemple, 280 ppm(v) pour la concentration en CO2 au seuil de l'ère industrielle. ΔF est la variation du forçage radiatif en watts par mètre carré.
La relation entre le CO2 et le forçage radiatif est logarithmique, donc une augmentation de la concentration a un effet de plus en plus petit. Les modèles algorithmiques, tels que ceux utilisés et cités par le GIEC, incluent des mécanismes de boucle, tant positifs que négatifs ; l'effet net est d'accroître l'augmentation de température due au CO2 par un facteur approximatif de C/C0 = 2 dans la plupart des modèles, soit ΔF = +3,71 W/m2.
Cette relation est calculée à partir des raies d'émission et de capture du CO2, en déterminant la part du rayonnement infra-rouge terrestre qui est interceptée par la troposphère à la suite d'un accroissement de la teneur atmosphérique en CO2.

## Effet d'un forçage radiatif
Par définition, le forçage radiatif correspond à la différence de flux radiatif (en W m−2, vers le bas moins vers le haut) au niveau de la stratopause entre la situation étudiée et la situation de référence, quand ne change que la température (et le bilan radiatif qui en découle), toutes choses égales par ailleurs (la circulation atmosphérique restant identique, y compris la position de la stratopause).  L'intérêt du concept est de ramener l'effet de tous les perturbateurs étudiés (poussières, méthane, gaz carbonique,...) à un même point de comparaison, qui est l'évolution du flux moyen à la stratopause, afin de pouvoir comparer voire additionner différents effets. Un forçage radiatif positif va donc diminuer le refroidissement par émission radiative, donc toutes choses égales par ailleurs, diminuer la quantité de chaleur qui s'échappe dans l'espace, et donc induire dans un premier temps un réchauffement « vers le bas », c'est-à-dire de la planète et de l'atmosphère sous la stratopause.[réf. nécessaire]
On remarquera que tandis que le modèle du forçage radiatif prévoit un réchauffement de la troposphère à la suite d'une augmentation de la concentration en CO2, du fait de ce « forçage radiatif » positif, les modèles climatiques prévoient inversement un refroidissement de la stratosphère dû à une meilleure évacuation de la chaleur à cet étage par ce même CO2.
Il n'est cependant pas possible de calculer directement des différences de températures à partir du seul déséquilibre radiatif. En ne considérant que l'équilibre radiatif, le modèle sur-simplifie la modélisation climatique, du fait que l'essentiel du transfert de chaleur vers le haut ne se fait pas par rayonnement (puisque l'atmosphère y est opaque) ni par conduction (puisque l'air est un excellent isolant), mais par convection (et par transfert mécanique de la chaleur latente de l'eau qui en résulte), à grande échelle à travers les cellules de Hadley, à moyenne échelle par les cyclones, et à plus petite échelle par les cellules orageuses. Ces mouvements convectifs sont imposés par le déséquilibre dans le gradient thermique adiabatique, entre la différence de température entre un air trop chaud à basse altitude et un air trop froid en haute altitude. La tendance au réchauffement qu'indique un forçage radiatif va augmenter le déséquilibre, et donc l'effet de ces transferts convectifs. Une plus forte activité de ces transferts convectifs conduit immédiatement à un « changement dans la dynamique stratosphérique ». Une autre approximation est que l'effet réel de tel ou tel polluant sur les cellules convectives dépend de l'altitude à laquelle il est rencontré.[réf. nécessaire]